# John Winston Foran
Pour les articles homonymes, voir Foran.
John Winston Foran, né le 13 mars 1952 et mort le 6 septembre 2023, est un policier, un homme politique canadien, député libéral de Miramichi-Centre à l'Assemblée législative du Nouveau-Brunswick et ministre.

## Biographie
John Winston Foran est né le 13 mars 1952 à Newcastle, désormais un quartier de Miramichi au Nouveau-Brunswick. Ses parents sont Winnifred Wood Foran et Winston Foran; il a quatre frères et cinq sœurs. Il étudie à l'école Miramichi Valley puis à l'Atlantic Police Academy.
Il entre dans le corps policier de Chatham en 1977. Il est chef de police par intérim entre 1992 et 1994. Il prend sa retraite en tant que commissaire du corps policier de Miramichi en 2004.
John Winston Foran est conseiller du district scolaire 16. Il sert quatre mandats de suite au conseil municipal de Newcastle, où il est conseiller, maire suppléant et maire par intérim.
John Winston Foran est membre de l'Association libérale du Nouveau-Brunswick. Il est élu à la 55e législature pour représenter la circonscription de Miramichi-Centre à l'Assemblée législative du Nouveau-Brunswick le 9 juin 2003, lors de la 55e élection générale. Il siège au Comité spécial de l’approvisionnement en bois, en plus d'être porte-parole de l'Opposition officielle en matière de Sécurité publique et président du Comité de l'Opposition des jeunes à risque.
Il est réélu à la 56e législature le 18 septembre 2006, lors de la 56e élection générale. Il est assermenté au Conseil exécutif du Nouveau-Brunswick|Conseil exécutif en octobre de la même année et nommé ministre de la Sécurité publique et Procureur général.
Il est candidat à sa succession lors de la 57e élection générale, qui se tient le 27 septembre 2010, mais n'est pas réélu.
Il est bénévole pour des organisations locales sans but lucratif telles que l’Arthritis Society, New Brunswick Division, la Fondation canadienne du rein, l’Association canadienne du diabète et Miramichi Big Brothers/Big Sisters. Il entraîne aussi et gère des équipes de baseball mineur et de hockey mineur.
Il réside à Miramichi avec son épouse Patricia Ullock et ses trois enfants.
Il meurt le 6 septembre 2023.